# Castelul Blankenburg (Berna)
Castelul Blankenburg este amplasat în comuna „Zweisimmen” cantonul Berna, Elveția este unul dintre cele mai importante monumente istorice din regiune. Clădirea în prezent este reședința reprezentantului primăriei districtului Obersimmental. Ca cetate este pentru prima oară amintit în anul 1329 fiind reședința familiei von Düdingen.
In anul 1776 cetatea este distrusă de un incendiu, fiind reclădită de meșterul Niklaus Hebler ca și castel între anii 1768-1770. Construcția are forma lilteri L are un etaj,  la sud o grădină terasată.
1. ↑  Swiss Inventory of Cultural Property of Regional Significance, February 2017